# 나쁜 원숭이
《나쁜 원숭이》(영어: Bad Monkey)는 2024년 8월 14일 애플 TV+에서 공개된 미국의 블랙 코미디 범죄 드라마 텔레비전 시리즈이다. 칼 하이어센이 2013년에 펴낸 동명 소설이 원작이다. 2024년 12월 시즌 2 제작이 확정되었다.

## 개요
전 형사 앤드루 얜시는 많은 사람이 지켜보는 가운데 연인 보니의 남편이 타고 있던 골프 카트를 바다로 밀어버리면서 정직 처분을 당한 뒤 위생 검사관 신세가 된다. 하지만 플로리다키스 해안에서 잘린 팔 한 짝이 발견되면서 얜시는 플로리다주와 바하마의 환경을 망치고 있는 부동산 사업, 그리고 메디케어 사기가 엮인 탐욕스러운 음모에 휘말린다.

## 출연진
메인
- 빈스 본 - 앤드루 얜시 역
- L. 스콧 콜드웰 - 야야 역
- 롭 딜레이니 - 닉 스트리플링 역
- 메러디스 해그너 - 이브 스트리플링 역
- 내털리 마르티네스 - 로살바 "로자" 캄페시노 역
- 앨릭스 모펏 - 에번 슉 역
- 미셸 모너핸 - 보니 윗 / 플로버 체이스 역
- 로널드 피트 - 안드로스섬 주민 네빌 스태퍼드 역
- 조디 터너스미스 - 오비아 "드래건 퀸" / 그레이시 역

리커링
- 존 오티즈 - 로헬리오 "로" 역
- 샬럿 로런스 - 케이틀린 역
- 스콧 글렌 - 짐 얜시 역
- 크리스털 더 멍키 - 드리그스 역

게스트
- 잭 브래프 - 이즈리얼 "이지" 오필 역